# تبويب البيانات المستمرة
تبويب البيانات المستمرة  هي أحد أشكال الجدوال التكرارية الإحصائية المستخدمة بغرض تسهيل إيجاد المؤشرات الإحصائية (مثل المتوسط الحسابي, المدى, الانحراف المعياري ... إلخ) عندما يكون عدد المشاهدات كبير نسبياً بحيث يصعب على من يقوم بالحساب عدم الوقوع بالخطأ ولكن بالمقابل يؤدي استخدم هذه الطريقة إلى الحصول على نتائج أقل دقة من استخدام البيانات الخام.
يتم التبويب من خلال إيجاد المجالات المتساوية الطول, كل منها عبارة عن مجال جزئي من المجال الذي تتراوح ضمنه البيانات وتكون هذه المجالات غير متداخلة وتكتب الفئة عادة كمجال نصف مفتوح من الشكل (x , y] أي أكبر أو يساوي x (التي تسمى الحد الأدنى للفئة) وأصغر من y (التي تسمى الحد الأعلى للفئة). تستثنى أحياناً الفئة الأخيرة بحيث تكتب كمجال مغلق من الشكل [x , y]. وتحدد قيمة كل مجال حسب تكرار المشاهدات التي تقع ضمنه. ويعبر عن المجال عادة بالقية الوسطى فيه.
.
كلما زاد عدد الفئات كلما كانت المؤشرات المستخرجة أدق والحسابات أصعب وبالعكس.

## مثال
إيجاد المتوسط الحسابي والانحراف المعياري لأطوال عينة مكونة من 100 طالب من الطلاب في مدرسة معينة. فإذا تراوح طول الطلاب بين 100 سنتيمتر و150 سنتيمتر فيمكن للجدول التكراري المبوب أن يأخذ الشكل التالي:
| الفئة     | مركز الفئة | التكرار |
| --------- | ---------- | ------- |
| [100,110] | 105        | 7       |
| [110,120] | 115        | 22      |
| [120,130] | 125        | 30      |
| [130,140] | 135        | 27      |
| [140,150] | 145        | 17      |